# 前田嘉則
前田 嘉則（まえだ よしのり、1964年2月 - ）は、文芸評論家。教員。

## 人物・来歴
東京都生まれ。静岡大学人文学部卒業後、高麗大学に学ぶ。日能研、東進スクール、代々木ゼミナール講師等を経て、尚学館中学校教諭となる。現在は海陽中等教育学校（愛知県蒲郡市）にて国語科教諭・キャリアデザイン部長を勤めている。
文学者としては、羽田幸男と交遊があった。1997年からは世界日報に連載を開始し、これはのちに『文学の救ひ』にまとめられた。
安倍晋三銃撃事件に際しては「一撃の音響き行きしのぶ夏」の句を手向けている。

## 著書

### 単著
- 『文学の救ひ』郁朋社、1999年

### 共著
- 『北村透谷 批評の誕生』2006年

### 論文
- 遥かなる明治 明治からやり直せ 「昧爽」2005年
- 近代日本のねじれ イ・ヨンスク「国語という思想」を読んで 「国語国字」2007年
- 今こそ政治小説を 「新日本」2010年
- 相対主義の陥穽にはまりきった者たちへ 「正論」2014年
- 戦争は再び起きなければならない 「正論」2014年
- 戦後最悪の国語改革 読むことは情報処理にあらず 「正論」2021年

### 書評
- 音響の誘惑 新保祐司「鈴二つ」を読んで 「昧爽」2006年
- 浜崎洋介「福田恒存思想のかたち」　「世界日報」2012年[2]